# Цар Чах-Чах
«Цар Чах-Чах» — радянський чорно-білий кіноальманах з трьох новел 1969 року, знятий режисерами Ернестом Мартиросяном, Багратом Оганесяном, Арамом Самвеляном і Дмитром Кесаянцем на кіностудії «Вірменфільм».

## Сюжет
Кіноальманах складається з екранізацій творів вірменського поета Ованеса Туманяна та випущений до 100-річчя від дня його народження.

### «Ахтамар»
Про трагічне кохання юнака, що щоночі перепливає озеро, щоб зустрітися зі своєю коханою.

### «Цар Чах-Чах»
У новелі гротескно висміюються бездарні правителі.

### «Честь бідняка»
Про долю доброго муляра та його скромну дружину, знечещену нахабним багатієм.

## У ролях
- Яков Азізян — Сімон («Честь бідняка»)
- Армен Айвазян — Сандро («Честь бідняка»)
- Л. Вауні — дружина Сімона («Честь бідняка»)
- Гурген Джанібекян — Петрос-ага («Честь бідняка»)
- Вахінак Маргуні — староста («Честь бідняка»)
- І. Баграмян — Тамар («Ахтамар»)
- Володимир Єпіскопосян — Юнак («Ахтамар»)
- Азат Шеренц — Чах-Чах («Цар Чах-Чах»)
- Микола Геворкян — Шах-Мар («Цар Чах-Чах»)
- Грач'я Костанян — Кікос («Цар Чах-Чах»)
- Паруйр Сантросян — пастух («Цар Чах-Чах»)
- Жан Срапян — Сарибек («Цар Чах-Чах»)
- Майя Даніелян — Маруш, дочка («Честь бідняка»)
- Едуард Мурадян — епізод («Честь бідняка»)
- Мкртич Мхітарян — епізод («Цар Чах-Чах»)
- Карен Джанібекян — епізод («Цар Чах-Чах»)
- Арсен Багратуні — епізод («Честь бідняка»)
- Аветік Джрагацпанян — приказчик («Честь бідняка»)
- Жанна Аветісян — епізод («Честь бідняка»)
- Вреж Акопян — епізод («Честь бідняка»)
- Арцруні Арутюнян — епізод («Честь бідняка»)
- Б. Газазян — епізод («Цар Чах-Чах»)
- Вілен Галстян — епізод («Цар Чах-Чах»)
- К. Казарян — епізод («Цар Чах-Чах»)
- Григорій Маркарян — епізод («Цар Чах-Чах»)
- М. Мкртчян — епізод («Честь бідняка»)
- Світлана Ованесян — епізод («Цар Чах-Чах»)
- Жірайр Петросян — епізод («Цар Чах-Чах»)
- А. Саакян — епізод («Цар Чах-Чах»)
- Т. Саркісов — епізод («Честь бідняка»)
- А. Сафарян — епізод («Цар Чах-Чах»)
- Михайло Теймуразов — епізод («Цар Чах-Чах»)
- Едгар Елбакян — епізод («Честь бідняка»)
- Артемій Айрапетян — епізод («Честь бідняка»)

## Знімальна група
- Режисери — Ернест Мартиросян, Баграт Оганесян, Арам Самвелян, Дмитро Кесаянц
- Сценаристи — Грант Матевосян, Ернест Мартиросян, Дмитро Кесаянц, Левон Будагян
- Оператори — Сергій Геворкян, Артем Джалалян, Армен Міракян
- Композитори — Тигран Мансурян, Мелік Мавісакалян, Мартин Вартазарян
- Художники — Грайр Карапетян, Степан Андранікян, Лідія Геворкян, Олександр Шакарян